# Pycnomerinx cogani
Pycnomerinx cogani är en tvåvingeart som beskrevs av H. Oldroyd 1974. Pycnomerinx cogani ingår i släktet Pycnomerinx och familjen rovflugor.
Artens utbredningsområde är Botswana. Inga underarter finns listade i Catalogue of Life.